# Linia kolejowa nr 935
Linia kolejowa 935 – pierwszorzędna, jednotorowa, zelektryfikowana linia kolejowa, łącząca rejony LbA i LbC stacji Lublin Główny.